# Крюгерсдорп
Крюгерсдорп (афр. Krugersdorp — «місто Крюгера») — гірниче місто в провінції Ґаутенг Південно-Африканської Республіки з населенням близько 400 тис. мешканців.
Місто було засновано в 1887 році Мартінусом Преторіусом та названо на ім'я президента Трансваалю Поля Крюгера. Необхідність у будівництві міста виникла через знахідку золота в горах Вітватерсранд. Зараз у місті та навколо нього також добуваються марганець, залізо, асбест та вапняк.

## Уродженці
- Люсьєн ван дер Волт (* 1972) — південноафриканський письменник, професор соціології.